# Boissy-Saint-Léger
Pour les articles homonymes, voir Boissy, Saint-Léger et BSL.
Boissy-Saint-Léger est une commune française située dans le département du Val-de-Marne en région Île-de-France.
Ses habitants sont appelés les Boisséens.

## Géographie

### Localisation

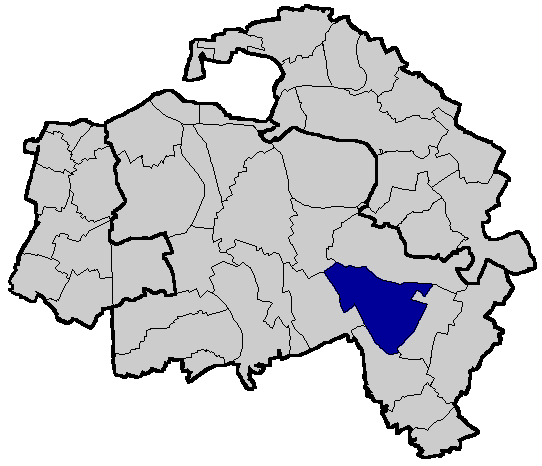
Localisation de Boissy-Saint-Léger dans le Val-de-Marne.

La commune est située au sud-est de Paris sur la RN 19, à 18 km de Notre-Dame de Paris. Elle fait partie de la communauté d'agglomération du Haut Val-de-Marne avec les communes de Sucy-en-Brie, Noiseau, Le Plessis-Trévise, Chennevières-sur-Marne, Ormesson-sur-Marne, La Queue-en-Brie. Elle détient le titre de « Capitale des Orchidées »[Par qui ?].

### Voies de communication et transports

#### Transports en commun
La commune est liée à divers moyens de transports en commun :
- Avec la ligne A du RER d'Île-de-France en gare de Boissy-Saint-Léger ;
- En bus avec les lignes du réseau de bus Marne et Seine et la nuit avec le Noctilien.

### Climat
Pour des articles plus généraux, voir Climat de l'Île-de-France et Climat du Val-de-Marne.
En 2010, le climat de la commune est de type climat océanique dégradé des plaines du Centre et du Nord, selon une étude du CNRS s'appuyant sur une série de données couvrant la période 1971-2000. En 2020, Météo-France publie une typologie des climats de la France métropolitaine dans laquelle la commune est exposée à un climat océanique altéré et est dans la région climatique Sud-ouest du bassin Parisien, caractérisée par une faible pluviométrie, notamment au printemps (120 à 150 mm) et un hiver froid (3,5 °C).
Pour la période 1971-2000, la température annuelle moyenne est de 11,3 °C, avec une amplitude thermique annuelle de 15,3 °C. Le cumul annuel moyen de précipitations est de 661 mm, avec 10,5 jours de précipitations en janvier et 7,7 jours en juillet. Pour la période 1991-2020, la température moyenne annuelle observée sur la station météorologique la plus proche, située sur la commune de Limeil-Brévannes à 2 km à vol d'oiseau, est de 12,5 °C et le cumul annuel moyen de précipitations est de 656,1 mm,. Pour l'avenir, les paramètres climatiques de la commune estimés pour 2050 selon différents scénarios d'émission de gaz à effet de serre sont consultables sur un site dédié publié par Météo-France en novembre 2022.
| Mois                                  | jan.         | fév.             | mars        | avril         | mai           | juin        | jui.           | août        | sep.          | oct.            | nov.          | déc.            | année    |
| ------------------------------------- | ------------ | ---------------- | ----------- | ------------- | ------------- | ----------- | -------------- | ----------- | ------------- | --------------- | ------------- | --------------- | -------- |
| Température minimale moyenne (°C)     | 2,2          | 2,2              | 4,3         | 6,4           | 10,1          | 13,3        | 15,3           | 14,8        | 11,5          | 8,7             | 5,1           | 2,7             | 8        |
| Température moyenne (°C)              | 4,9          | 5,7              | 8,8         | 11,7          | 15,4          | 18,7        | 20,8           | 20,6        | 16,8          | 12,8            | 8,2           | 5,3             | 12,5     |
| Température maximale moyenne (°C)     | 7,7          | 9,2              | 13,4        | 16,8          | 20,7          | 24,1        | 26,5           | 26,4        | 22,2          | 17              | 11,3          | 8               | 16,9     |
| Record de froid (°C) date du record   | −12 08.01.10 | −11,6 07.02.1991 | −8 01.03.05 | −3 06.04.21   | 0 06.05.19    | 4 12.06.05  | 7,5 04.07.1990 | 7 21.08.14  | 3 25.09.02    | −3,5 30.10.1997 | −9 24.11.1998 | −9,5 29.12.1996 | −12 2010 |
| Record de chaleur (°C) date du record | 16 13.01.04  | 22 27.02.19      | 26 31.03.21 | 28,5 25.04.07 | 32,5 28.05.17 | 37 27.06.11 | 40 31.07.20    | 41 06.08.03 | 33,5 14.09.20 | 29 01.10.11     | 22 06.11.18   | 18 16.12.1989   | 41 2003  |
| Précipitations (mm)                   | 49,9         | 46,3             | 46,4        | 48,2          | 66,7          | 56,1        | 55,2           | 60          | 49,1          | 56,1            | 56,6          | 65,5            | 656,1    |

## Urbanisme

### Typologie
Au 1er janvier 2024, Boissy-Saint-Léger est catégorisée grand centre urbain, selon la nouvelle grille communale de densité à sept niveaux définie par l'Insee en 2022.
Elle appartient à l'unité urbaine de Paris, une agglomération inter-départementale regroupant 407  communes, dont elle est une commune de la banlieue,,. Par ailleurs la commune fait partie de l'aire d'attraction de Paris, dont elle est une commune du pôle principal,. Cette aire regroupe 1 929 communes,.

## Toponymie
Bucciacus au VIe siècle, puis Buxidus en 811.
Du nom de personne latin Buccius suivi du suffixe d'origine gauloise -acum (parfois noté également -acus ou -aco dans les textes), localisant à l'origine, puis indiquant la propriété, d'où le sens global de « domaine de Buccius », la forme de 811 montre une confusion avec le gallo-roman BUXETU (bas latin buxetu(m)) « lieu planté de buis » (sur BUXU, latin buxus « buis », suivi du suffixe collectif -ETU, latin -etum) qui a régulièrement abouti à Boissey.

## Histoire
C'est sur le territoire de cette commune que se trouve le château de Grosbois. Au XVIe siècle, la seigneurie de Boissy et de Gros Bois appartenait à Raoul Moreau, trésorier du roi Henri II, qui la donne en dot à sa fille Marie, épouse de Nicolas de Harlay, baron de Sancy. Ce dernier la vend à Charles de Valois, duc d'Angoulême, fils naturel de Charles IX et de Marie Touchet.
En 1789, Gros Bois appartient au comte de Provence, frère de Louis XVI. Barras acquiert Gros Bois, le vend au général Moreau, qui le vend au maréchal d'Empire, Berthier. Marie-Louise y passe quelques jours avant de quitter la France. Il est ensuite la propriété de Alexandre Berthier de Wagram, petit-fils du précédent.
Au cours de la Révolution française, la commune porte provisoirement le nom de Boissy-la-Montagne.

## Politique et administration

### Intercommunalité
La commune faisait partie de la communauté d'agglomération du Haut Val-de-Marne créée en 2001.

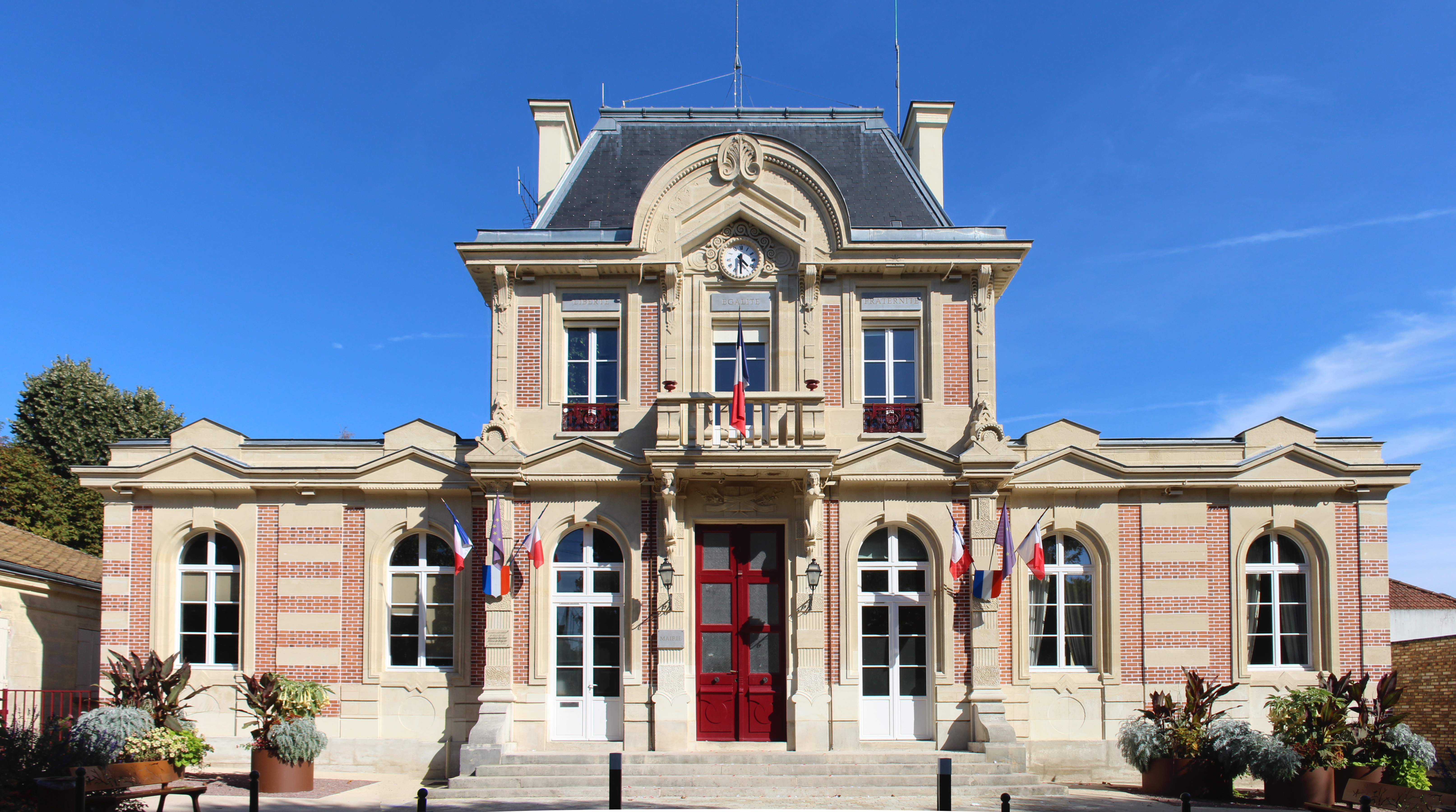
Mairie.

Dans le cadre de la mise en œuvre de la volonté gouvernementale de favoriser le développement du centre de l'agglomération parisienne comme pôle mondial est créée, le 1er janvier 2016, la métropole du Grand Paris (MGP), dont la commune est membre.
La loi portant nouvelle organisation territoriale de la République du 7 août 2015 prévoit également la création de nouvelles structures administratives regroupant les communes membres de la métropole, constituées d'ensembles de plus de 300 000 habitants, et dotées de nombreuses compétences, les établissements publics territoriaux (EPT).
La commune a donc également été intégrée le 1er janvier 2016 à l'établissement public territorial Grand Paris Sud Est Avenir, qui succède notamment à la communauté d'agglomération du Haut Val-de-Marne.

### Liste des maires
| Période      | Période      | Identité            | Étiquette                       | Qualité |
| ------------ | ------------ | ------------------- | ------------------------------- | --- |
| 1944         | 1944         | Michel Catonné      | SFIO                            | Médecin Président du Comité local de libération                                                                              |
| 1944         | mai 1945     | Gaston Braley       |                                 | |
| mai 1945     | octobre 1947 | Michel Catonné      | SFIO                            | Médecin |
| octobre 1947 | mai 1953     | Pascal Blanchetière |                                 | |
| mai 1953     | mars 1971    | Michel Catonné      | SFIO puis PSA puis PSU puis DVG | Médecin |
| mars 1971    | mars 1977    | Louis Rougagnou     | DVD                             | Ancien fonctionnaire |
| mars 1977    | juin 1995    | Roger Guillemard    | PS                              | Directeur administratif retraité, ancien adjoint au maire Conseiller général de Boissy-Saint-Léger (1994 → 2008)             |
| juin 1995    | mars 2008    | Daniel Urbain       | RPR puis UMP                    | Cadre technique |
| mars 2008    | En cours     | Régis Charbonnier   | PS                              | Ancien cadre Conseiller régional d'Ile-de-France (2017 → 2021) Suppléant du député Roger-Gérard Schwartzenberg (2012 → 2017) |

### Jumelages
Boissy-Saint-Léger est jumelée avec :
- Lauda-Königshofen (Allemagne)

## Population et société

### Démographie
L'évolution du nombre d'habitants est connue à travers les recensements de la population effectués dans la commune depuis 1793. Pour les communes de plus de 10 000 habitants les recensements ont lieu chaque année à la suite d'une enquête par sondage auprès d'un échantillon d'adresses représentant 8 % de leurs logements, contrairement aux autres communes qui ont un recensement réel tous les cinq ans,.

En 2022, la commune comptait 17 335 habitants, en évolution de +9,63 % par rapport à 2016 (Val-de-Marne : +3 %, France hors Mayotte : +2,11 %).
| 1793 | 1800 | 1806 | 1821 | 1831 | 1836 | 1841 | 1846 | 1851 |
| ---- | ---- | ---- | ---- | ---- | ---- | ---- | ---- | ---- |
| 370  | 503  | 517  | 506  | 565  | 626  | 670  | 609  | 628  |

| 1856 | 1861 | 1866 | 1872 | 1876 | 1881 | 1886 | 1891 | 1896  |
| ---- | ---- | ---- | ---- | ---- | ---- | ---- | ---- | ----- |
| 682  | 846  | 927  | 764  | 867  | 846  | 899  | 961  | 1 088 |

| 1901  | 1906  | 1911  | 1921  | 1926  | 1931  | 1936  | 1946  | 1954  |
| ----- | ----- | ----- | ----- | ----- | ----- | ----- | ----- | ----- |
| 1 149 | 1 201 | 1 109 | 1 250 | 1 754 | 2 537 | 2 599 | 2 640 | 3 199 |

| 1962  | 1968  | 1975  | 1982   | 1990   | 1999   | 2006   | 2011   | 2016   |
| ----- | ----- | ----- | ------ | ------ | ------ | ------ | ------ | ------ |
| 4 146 | 5 128 | 9 372 | 12 733 | 15 120 | 15 289 | 16 247 | 16 354 | 15 812 |

| 2021   | 2022   | - | - | - | - | - | - | - |
| ------ | ------ | - | - | - | - | - | - | - |
| 17 570 | 17 335 | - | - | - | - | - | - | - |

### Enseignement
Une liste des établissements scolaires situés à Boissy-Saint-Léger est présente à cette adresse. Parmi eux figure le lycée Bernard-Palissy.

### Culture et évènements

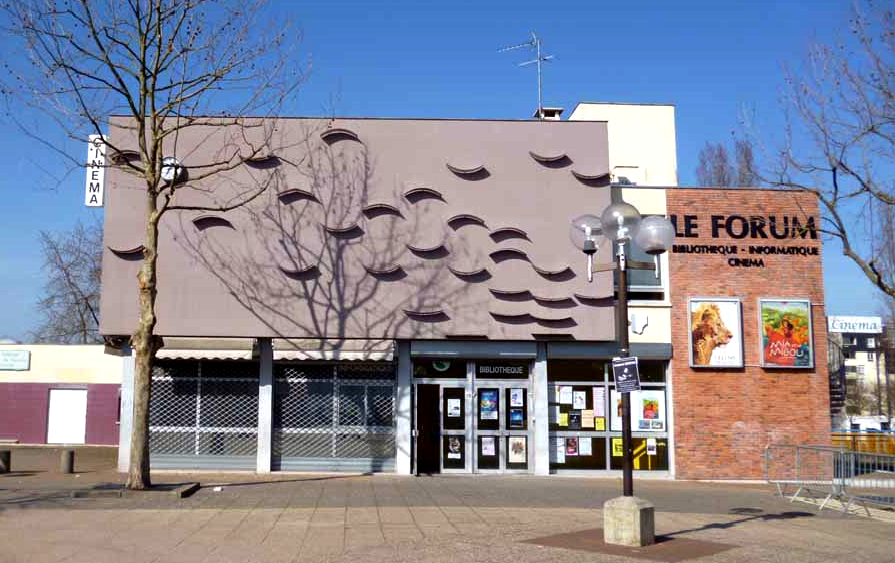
Cinéma Le Forum et médiathèque André Hellé.

- Centre culturel Le Forum, salle de spectacle et de cinéma municipale[21],[22].
- La municipalité organise différents festivals chaque année, comme le festival Rires sur la Ville[23].

### Cultes
Les lieux de culte de Boissy-Saint-Léger sont :
- Église Saint-Léger ;
- Église évangélique Impact centre chrétien. Fondée en 2002[24], cette église[25],[24] revendique près de 2 000 fidèles. Membre de la CEAF, membre de la Fédération Protestante de France (FPF). Yvan Castanou en est le pasteur principal. La chaîne France 2 lui a consacré un reportage en juillet 2012 autour du phénomène de la mission inversée ;
- Temple protestant de Boissy-Saint-Léger, de l'Église protestante unie de France (réformée), situé au 4 rue Mercière. À côté du temple se trouve l'espace régional protestant Hottinguer qui accueille en particulier l'association Les jardins du temple[26] ;
- Mosquée El-Nour ;
- Centre Culturel musulman Ibn Rochd.

### Sécurité
Un commissariat de Police est implanté sur la commune en 2007, remplaçant les locaux vétustes de celui de Sucy-en-Brie. Les policiers de cette circonscription assurent également la sécurité sur sept autres communes du Val-de-Marne.
La cité de la Haie Griselle, vaste ensemble de 2 480 logements avec près de 5 000 habitants, est classé quartier prioritaire de la politique de la ville, anciennement zone urbaine sensible.

## Économie

### Entreprises et commerces
La plate-forme de Boissy de la RATP fournit les pièces de rechange pour la maintenance des autobus et divers.

## Culture locale et patrimoine

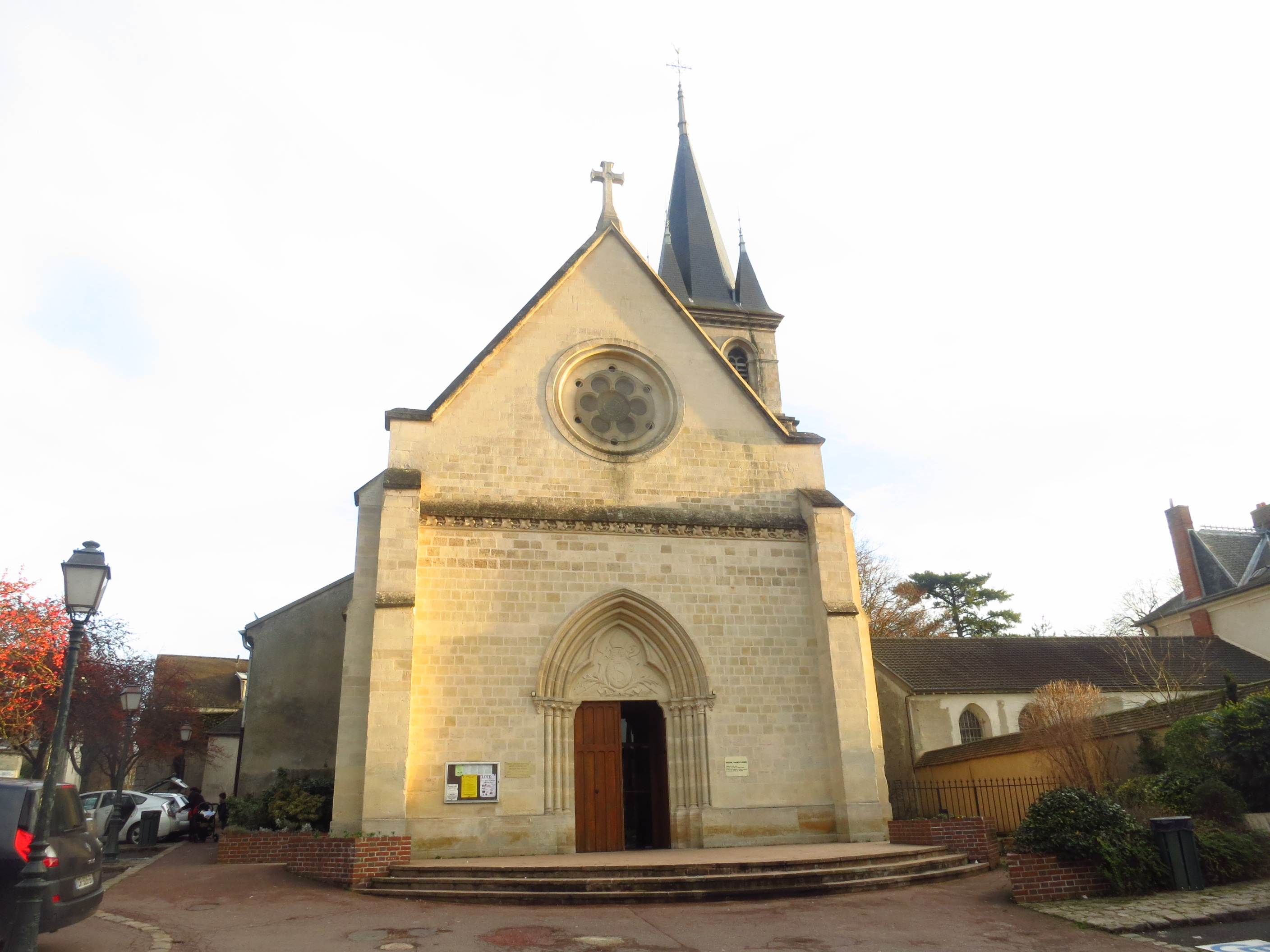
L'église Saint-Léger.

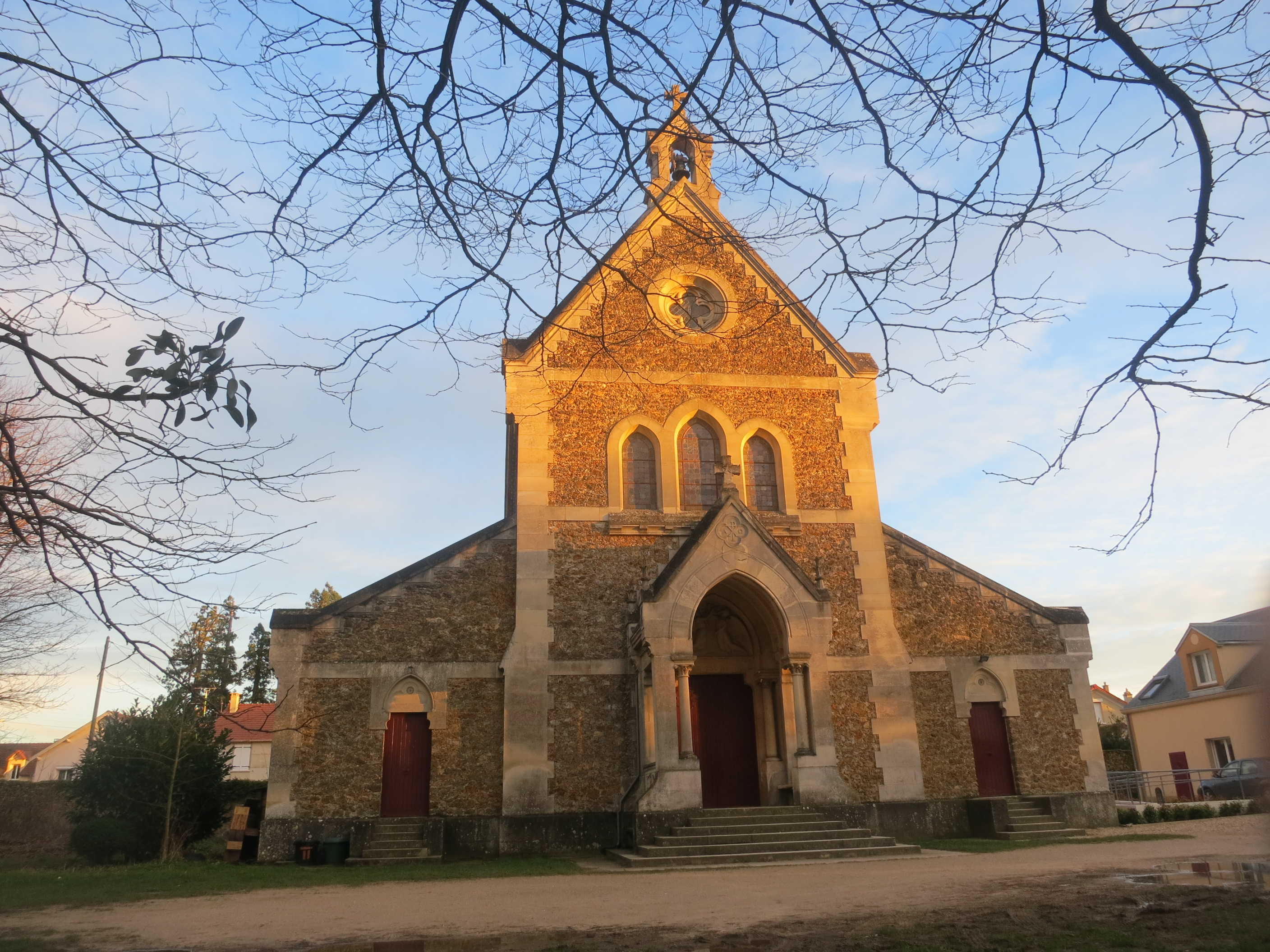
Temple protestant de Boissy-Saint-Léger.

### Lieux et monuments
- Le château de Grosbois  Classé MH (1948)
- Le château du Piple  Inscrit MH (1975)
- Le lycée Bernard-Palissy (Boissy-Saint-Léger)
- L'église Saint-Léger
- La chapelle du Sacré-Cœur-au-Bois-Clary[28]
- Le temple protestant de Boissy-Saint-Léger
- Le cimetière de Boissy-Saint-Léger

### Personnalités liées à la commune
- César Berthier (1765-1819), général des armées de la République et de l'Empire, frère cadet du maréchal Louis-Alexandre Berthier, né à Versailles et décédé au château de Grosbois à Boissy-Saint-Léger.
- Julien Vallou de Villeneuve (1795-1866), peintre, lithographe et photographe né dans cette ville.
- Tiburce de Mare (1840-1900), peintre et graveur, mort dans cette ville.
- Marcel Hamel (1933-2009), artiste peintre né dans cette ville.
- Le Juiice (1993), rappeuse française.

### Héraldique, logotype et devise
| Armes de Boissy-Saint-Léger | Les armes de Boissy-Saint-Léger se blasonnent ainsi : D'azur à la croix d'argent chargée d'une crosse de gueules et cantonnée au premier d'un semé de fleurs de lys, au deuxième de trois peupliers arrachés rangés en fasce, au troisième d'un arbre, au quatrième d'un semé d'abeilles, le tout d'or. |